# Sredec Sofia
Sredec Sofia (bułg. СК "Средец" (София)) – bułgarski klub piłkarski z siedzibą w stolicy kraju, mieście Sofia, działający w latach 1936–1949.

## Historia
Chronologia nazw:
- 23.08.1936: Sredec Sofia (bułg. СК "Средец" (София))
- 21.06.1942: OSK Sredec Sofia (bułg. Общински Спортклуб "Средец" (София)) – po fuzji z Sportklub (Sofia)
- 08.1942: Sredec Sofia (bułg. Спортклуб "Средец" (София)) – po dołączeniu klubu Homenetmen (Sofia)
- 10.1949: klub rozwiązano – po fuzji z Sportist (Sofia), tworząc DSO Czerweno zname Sofia

Klub Sportowy Sredec został założony w Sofijskiej dzielnicy Sredec 23 sierpnia 1936 roku. Wkrótce zespół startował w niższych ligach mistrzostw Sofii. 21 czerwca 1942 roku klub połączył się ze Sportklubem (Sofia) pod nazwą "Miejski Klub Sportowy Sredec Sofia". W sierpniu 1942 roku do klubu dołączyła drużyną Homenetmen (Sofia), po czym nazwa została zmieniona na "Sportklub Sredec Sofia". W sezonie 1945/46 zespół zajął pierwsze miejsce w tabeli końcowej Sofijskiej drugiej dywizji i zdobył historyczny awans do pierwszej dywizji. W debiutowym sezonie 1946/47 na najwyższym poziomie mistrzostw Sofii zajął ósme miejsce, po czym został zdegradowany do II dywizji Mistrzostw Sofii.
Klub Sredec istniał do października 1949 roku, kiedy to po reorganizacji i przekształceniu klubów sportowych w dobrowolne organizacje sportowe (DSO) klub został połączony z Sportist (Sofia) pod nazwą DSO Czerweno zname (Sofia).

## Barwy klubowe, strój, herb, hymn
|  |  |

Klub ma barwy biało-niebieskie. Piłkarze domowe spotkania zazwyczaj grają w niebieskich koszulkach, czarnych spodenkach oraz czarnych getrach.

## Sukcesy

### Trofea międzynarodowe
Do chwili obecnej klub jeszcze nigdy nie zakwalifikował się do rozgrywek europejskich.

### Trofea krajowe
| \| \| Zdobyte trofea w rozgrywkach Bułgarii (stan na: 31-05-2024) \| |                                                             |      |                    |
| Rozgrywki                                                            | Osiągnięcie                                                 | Razy | Sezon(y)           |
| · Mistrzostwo                                                        | I miejsce                                                   | 0    |                    |
| · Mistrzostwo                                                        | II miejsce                                                  | 0    |                    |
| · Mistrzostwo                                                        | III miejsce                                                 | 0    |                    |
| Puchar                                                               | zdobywca                                                    | 0    |                    |
| Puchar                                                               | finalista                                                   | 0    |                    |
| II liga                                                              | I miejsce                                                   | 0    |                    |
| II liga                                                              | II miejsce                                                  | 0    |                    |
| II liga                                                              | III miejsce                                                 | 0    |                    |
| II liga                                                              | 8.miejsce                                                   | 1    | 1946/47 (gr.Sofia) |
| Bułgaria                                                             | Zdobyte trofea w rozgrywkach Bułgarii (stan na: 31-05-2024) |      |                    |

- II Sofijska diwizija (D3):
  - mistrz (1x): 1945/46 (gr.Sofia)

## Poszczególne sezony

### Rozgrywki międzynarodowe

#### Europejskie puchary
Nie uczestniczył w rozgrywkach europejskich.

### Rozgrywki krajowe
| \| Bułgaria \| Bilans występów klubu w rozgrywkach piłkarskich Bułgarii (Stan na 31 maja 2025 r.) \| \| |                                                                                    |        |       |   |   |   |    |    |     |                    |        |        |      |
| Poziom                                                                                                  | Rozgrywki                                                                          | Sezony | Mecze | Z | R | P | B+ | B– | Pkt | Lata               | Awanse | Spadki | Naj. |
| I | Nacionałna futbołna diwizija / Dyrżawno pyrwenstwo                                 | 0      |       |   |   |   |    |    |     |                    |        |        |      |
| II | B RPG / Wtora PFG / Pyrwa PFL / B PFG / Wtora PFL                                  | 1      |       |   |   |   |    |    |     | 1946/47            | 0      | 1      | 8    |
| III | Treta amatorska futbołna liga                                                      | 2+     |       |   |   |   |    |    |     | 19??–1946, 1947/48 | 1      | 1      | 1    |
| IV | Obłastna futbołna liga                                                             | ?      |       |   |   |   |    |    |     | 193?–19??          | 1      | 0      | 1    |
| | Puchar Bułgarii                                                                    | 0      |       |   |   |   |    |    |     |                    | 0      | 0      |      |
| Bułgaria                                                                                                | Bilans występów klubu w rozgrywkach piłkarskich Bułgarii (Stan na 31 maja 2025 r.) |        |       |   |   |   |    |    |     |                    |        |        |      |

## Struktura klubu

### Stadion
Drużyna rozgrywała swoje mecze domowe w Sofii na boisku Sredec.

## Kibice i rywalizacja z innymi klubami

### Derby
- AS 23 Sofia
- Benkowski Sofia
- Borisław Sofia
- Botew Sofia
- Byłgaria Sofia
- Czawdar Sofia
- FK 13 Sofia
- Fortuna Sofia
- Grafik Sofia
- Lewski Sofia
- Metalik Sofia
- Pobeda Sofia
- Rakowski Sofia
- SK Sofia
- Sławia Sofia
- Sokoł Sofia
- Sportist Sofia
- Szipka Sofia
- Ustrem Sofia
- ŻSK Sofia